# 손봉호
손봉호(孫鳳鎬, 1937년 6월 22일 ~ )는 서울대학교 교수를 지낸 대한민국의 철학자 겸 저술가이자 작가이다.

## 주요 이력
본관은 월성인 그는 경주교회와 서울중앙교회를 다녔으며 장로로서 서울 영동교회에서 오랫동안 설교로 사역을 하였다. 경주고등학교와 서울대학교 영문학과를 나온 그는 미국 웨스트민스터 신학대학원에서 신학 석사, 네덜란드 암스테르담 자유대학교 대학원에서 철학박사 학위를 받았다. 귀국후 총신대학교에서 강의하면서 기독교 지성과 기독교적 비판 의식에 대하여서도 큰 영향을 주었다. 한국외국어대학교 화란어과, 철학과 교수와 서울대학교 사회교육과 교수를 지내고, 한성대학교 이사장과, 제6대 동덕여자대학교 총장을 역임하였다. 1987년 기독교윤리실천운동(약칭 기윤실)을 설립하였다. 2011년에 나눔국민운동본부를 설립해 대표를 맡고 있으며 현재는 고신대학교 석좌교수로 있으며 교회개혁실천연대 고문으로 활동하고 있다. 

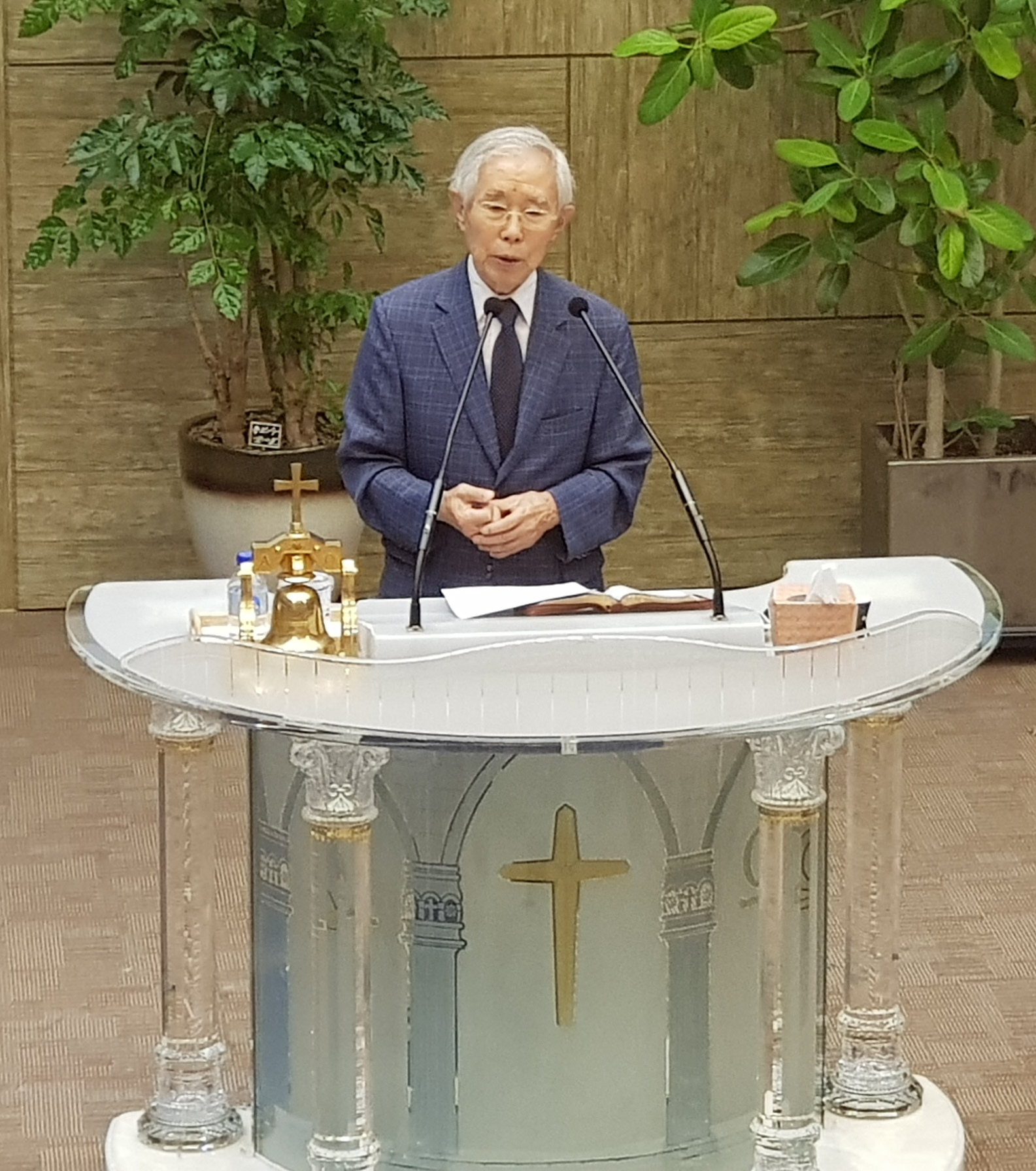
손봉호 박사, 수원시 사명의 교회

## 같이 보기
- 기독교 철학
- 강영안
- 한국기독교철학회

1. ↑  링크